# Messerschmitt Bf 109 (épave de Marseille)
Pour les articles homonymes, voir Messerschmitt.
Le Messerschmitt 109 est une épave d'avion Messerschmitt Bf 109 G-6 abattu près de l'Île de Planier en 1944. C'est l'une des épaves les plus connues de Marseille.

## Naufrage
Le naufrage a eu lieu le 7 mars 1944. Le pilote, Hans Fahrenberger, a réussi à se réfugier sur l'île de Planier toute proche.

## Plongée
- Coordonnées : 43° 12,008′ N, 5° 13,784′ E[2]
- Profondeur mini : 42 m
- Profondeur maxi : 45 m
- Points d'intérêt de l'épave : moteur, une pale de l'hélice, canon, cockpit, train d'atterrissage
- Faune : homard, poisson lune, mostelle.

L'épave est accessible uniquement pour un plongeur niveau 3 ou équivalent.
Il est possible de combiner l'exploration de cette épave avec celle du Dalton ou celle du Chaouen.